# 早稲田大学大学院人間科学研究科・人間科学部

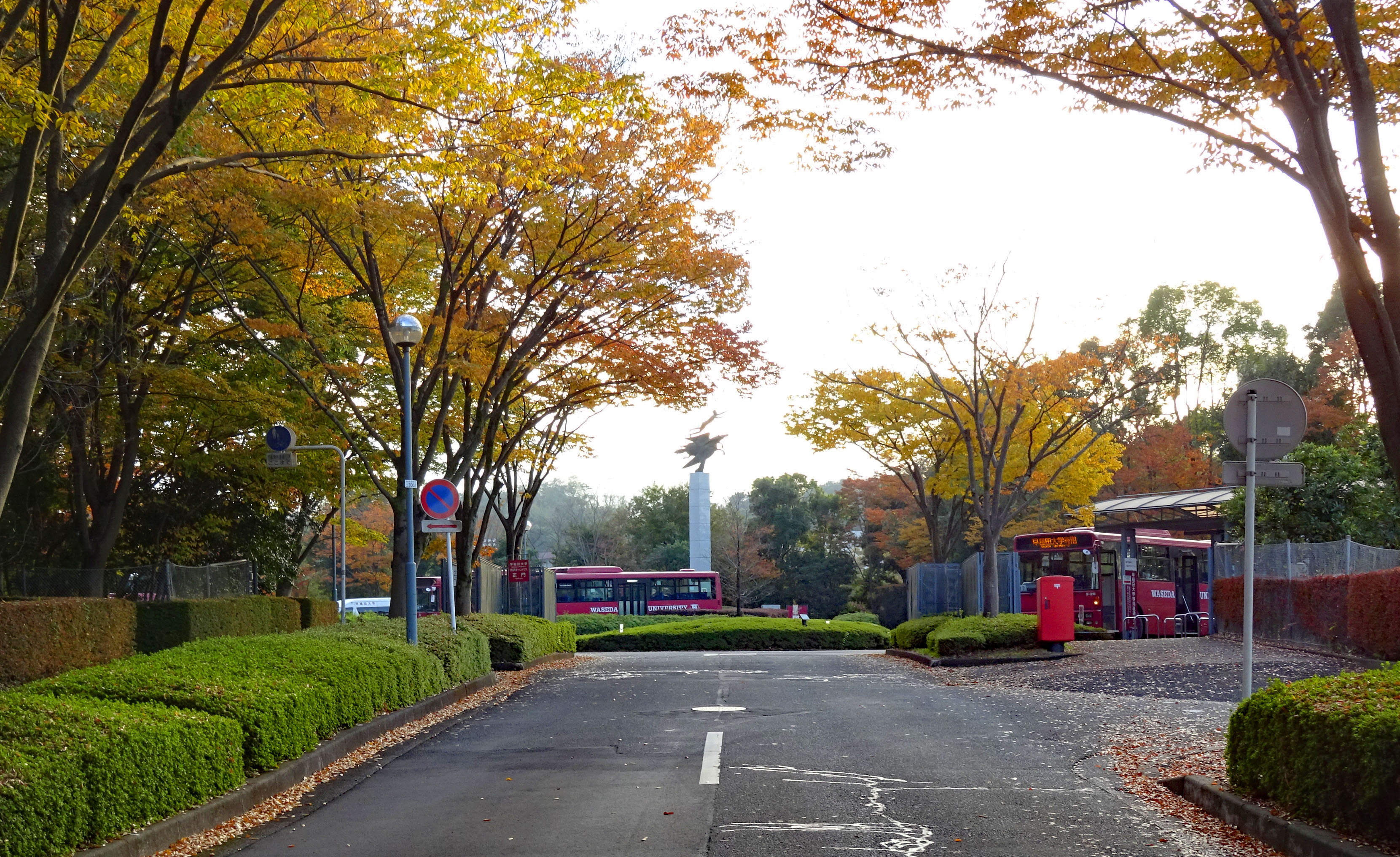
所沢キャンパス

早稲田大学人間科学部（わせだだいがくにんげんかがくぶ）とは、1987年に設置された早稲田大学の学部である。略称は人科（じんか）。

## 概要
従来の学問の枠組みにとらわれず、自然科学、人文科学、社会科学に渡る学際的、領域横断的なアプローチで、今日の世界が抱える課題を解決できる人間を育成することを理念に発足した「文理融合型」の学部である。同様の理念が大阪大学人間科学部や京都大学総合人間学部などにある。
人間環境科学科、健康福祉科学科、人間情報科学科の3つの学科を設け、受験時に学科を選択する。文系型入試と理系型入試を導入し、2年次に転科受験が可能である。
学科を超えて専門科目を履修可能で、3年次に専門ゼミ、4年次に卒業研究ゼミにそれぞれ必修で所属して専門性を高める。
学部・研究科の双方が所沢キャンパスに所在し、人間科学研究科は「臨床心理士一種」の指定大学院である。
創設された1987年度から2002年度まで人間基礎科学科、人間健康科学科、スポーツ科学科を設け、授業開始も午後よりであったことから、通称で1.5部と呼ばれた。2003年度以降は人間環境科学科、健康福祉科学科、人間情報科学科を設け、スポーツ科学科はスポーツ科学部として独立。加えて、人間科学部に通信教育課程が設置された。当該課程は人間科学部eスクールと称され、正式名称は人間科学部（通信教育課程）、および人間科学部通信教育課程である。

## 学科

### 学科区分の現状
所属学科に関係なく講義を履修可能で、所属学科以外のゼミも参加可能である。2017年度にゼミ選考における学科枠制度が廃止された。

### 2003年度以降の学科
2003年度以降、人間環境科学科、健康福祉科学科、人間情報科学科を措く。

#### 人間環境科学科
環境生態学や環境管理学などの生物・環境系、都市社会学や社会人類学などの社会系、文化人類学や異文化間教育学などの文化系、環境心理学や動機付け心理学などの心理・行動系の4つ学系から成る。

#### 健康福祉科学科
生体構造学や生体機能学などの健康福祉医科学系、健康福祉支援工学や健康福祉バイオメカニクスなどの健康福祉理工学系、健康福祉行政や高齢者福祉などの健康福祉科学系、健康福祉医療政策や福祉教育などの福祉医療科学系、カウンセリングや臨床心理アセスメント学などの臨床心理学系の5つの学系から成る。

#### 人間情報科学科
情報システム学や計算機科学などの情報科学系、認知心理学や生体情報工学などの認知科学系、安全人間工学やヒューマン・インターフェースなどの人間工学系、教育実践学やインストラクショナル・デザインなどの教育工学系、応用言語学や教育・メディアコミュニケーション研究などのコミュニケーション学系の5つの学系から成る。

## 交通アクセス
- 西武池袋線「小手指駅」南口よりスクールバス、西武バス「早稲田大学」行で約15分。

## 主な出身者

### 政界
- 寺田静 - 参議院議員
- 穂積昌信 - 群馬県太田市長
- 横尾俊成 - 港区議会議員、社会起業家、元博報堂社員

### 大学教員・研究者
- 大澤信亮 - 文芸評論家、日本映画大学准教授
- 太田俊二（同大学院修了） - 地球環境科学・生物圏生態学者、早稲田大学教授
- 西條剛央（同大学院修了） - 心理学者、早稲田大学大学院商学研究科専門職学位課程（MBA）客員准教授
- 酒井信 - 評論家、明治大学国際日本学部准教授
- 木村玲欧（京都大学大学院修了） - 兵庫県立大学准教授
- 高田健二　(人間科学部人間健康学科卒) - 社会活動家、島根県立大学客員教授
- 長濱澄 - 東北大学大学院情報科学研究科准教授、東京工業大学教育革新センター准教授

### 実業家
- 安藤広大 - 株式会社識学 代表取締役社長・創業者
- 石倉秀明 - 株式会社キャスター取締役COO、株式会社bosyu 代表取締役社長、ニュースコメンテーター
- 宋世羅 - ビジネス系ユーチューバー「宋世羅の羅針盤ちゃんねる」
- 辻上裕章 - 福島ユナイテッドFC取締役副社長
- 津村佳宏 - 株式会社アデランス代表取締役 社長 グループCEO
- 西村健 - 株式会社マンダム代表取締役社長
- 藤本光正 - 株式会社栃木ブレックス（プロバスケットボールチーム宇都宮ブレックスを運営）代表取締役社長

### 作家・脚本家・歌手・作曲家
- 池上永一 - 小説家
- 市川沙央 - 芥川賞作家
- 大河内一楼 - 脚本家
- 川田瑠夏 - 作曲家
- 今沢カゲロウ - ベーシスト、作曲家、昆虫画家、昆虫食開発者、四国大学特認教授
- 金沢達也 - 放送作家、脚本家
- 坂倉心悟 - ミュージシャン、NICO Touches the Walls
- 本田透 - 小説家、評論家
- 岩波慶 - 音楽プロデューサー
- 高井俊輔 - シンガーソングライター
- 森沢明夫 - 作家

### 俳優・女優・タレント
- 藤本隆宏 - 俳優
- 氏家恵 - 女優
- ひょっこりはん - お笑い芸人
- 井桁弘恵 - 女優、タレント、ホンダイメージガール
- 早見沙織 - 声優
- 波崎天結 - グラビアアイドル

### 漫画家
- ひぐちりんたろう（人間基礎科学科） - 漫画家

### スポーツ関係
- 赤見千尋 - 元騎手
- 渡辺康幸 - 長距離走選手
- 富井彦 - ノルディックスキー複合選手
- 今泉清 - ラグビー選手
- 三谷大和 - プロボクサー
- 保井俊一郎（健康福祉科学科・同大学院修了） - 重量挙げ選手
- 山岸秀匡 - ボディービルダー
- 山田英孝 - バドミントン選手
- 武内晋一 - 元プロ野球選手
- 鳥谷敬 - 元プロ野球選手
- 青木宣親 - プロ野球選手
- 和田毅 - プロ野球選手
- 青木真也 - 総合格闘家

### マスメディア関係
- 荒木美和（基礎科学科） - NHKアナウンサー
- 植村智子 - 元RNCアナウンサー、現フリーアナウンサー
- 内田詠子
- 漆原輝 - NHKアナウンサー
- 酒主義久 - フジテレビアナウンサー
- 貞包みゆき
- 大藤晋司 - テレビ北海道アナウンサー
- 常岡浩介 - 戦場ジャーナリスト、作家
- 寺川俊平 - テレビ朝日アナウンサー
- 松浦健太郎 - テレビ番組のディレクター、演出、プロデューサー
- 宮部和裕 - 中部日本放送アナウンサー
- 山本義幸
- 山口喜久一郎  - TNCアナウンサー
- 吉岡篤史 - NHKアナウンサー

### その他
- 國本未華 - 気象予報士
- 詩歩（人間環境科学科） - 旅行写真家
- 河西邦剛 - 弁護士

## 主な出身者・通信教育課程

### 政界
- 岬麻紀 - 衆議院議員（在学中）
- 旭鷲山昇 - 国家大会議議員、小結

### 大学教員・研究者
- 坂井裕紀 - 武蔵野学院大学教授
- すがやみつる（同大学院修了） - 漫画家、京都精華大学教授[2]

### スポーツ関係
- 羽生結弦（人間情報科学科） - フィギュアスケート選手（プロスケーター 2022年 - ）2大会連続オリンピック金メダリスト[3]、国民栄誉賞受賞者[4]
- 西山真瑚（人間情報科学科） - フィギュアスケート選手（在学中）
- 島田高志郎（人間情報科学科） - フィギュアスケート選手（在学中）
- 中野友加里（人間情報科学科）（同大学院修了） - 元フィギュアスケート選手
- 千葉百音（人間情報科学科）- フィギュアスケート選手（在学中）
- 紀平梨花（健康福祉科学科）- フィギュアスケート選手（在学中）
- 張本智和 - プロ卓球選手（在学中）
- 田辺徳雄 - 元プロ野球選手、指導者[5]
- 原俊介 - 元プロ野球選手、指導者
- 輪湖直樹 - サッカー選手[6]
- 吉田麻也 - サッカー選手（サッカー日本代表キャプテン）[7]
- 森岡亮太 - サッカー選手[8]
- 小屋松知哉 - サッカー選手
- 寺田龍平 - 元プロ野球選手[9]
- 千野葉子 - 元バレーボール選手、アスレティックトレーナー[10]

### 俳優・女優・タレント
- 中丸雄一（人間環境科学科） - アイドル、タレント
- 薮宏太（人間情報科学科）- アイドル、タレント
- いとうまいこ（健康福祉科学科・同大学院修了） - 女優、タレント、実業家、研究者[11]
- ラウール（健康福祉学科） ｰ アイドル、モデル、俳優（在学中）
- 野中美希 - アイドル

### その他
- 萩原慎一郎 - 歌人、詩人